# Яблочне (Сахалінська область)
Яблочне (рос. Яблочное) — село у Холмському міському окрузі Сахалінської області Російської Федерації.
Населення становить 1716 осіб (2013).

## Історія
З 1905 по 3 вересня 1945 року у складі губернаторства Карафуто Японії, відтак у складі Холмського міського округу Сахалінської області.

## Населення
| 1925  | 1935  | 1959  | 1970  | 1979  | 1989  | 2002  |
| ----- | ----- | ----- | ----- | ----- | ----- | ----- |
| 2510  | ↗3946 | ↗4317 | ↘1579 | ↗2542 | ↗2681 | ↘2191 |
| 2010  | 2013  |       |       |       |       |       |
| ↘1825 | ↘1716 |       |       |       |       |       |